# アルキ (フランス軍)
アルキ（Harki、アラビア語: حركي、harkī）は、アルジェリア戦争でフランス側に協力して戦ったアルジェリア人兵士及びその家族である。
アルキはアルジェリア植民地に駐留するフランス軍に徴用されたムスリムの補充兵で、最後までフランス側に立って戦ったためアルジェリア民族解放戦線（FLN）に裏切り者とされて多数処刑されただけでなく、1962年のエビアン協定成立後にはかえって成立前を上回る死傷者を出している。エビアン協定成立後も独立を承服できない秘密軍事組織（OAS）による破壊活動は継続しており、その報復がアルキに対してなされることが当然予想されたにもかかわらず、当時のドゥブレ内閣はアルキ部隊を解散し武装解除を行っておきながらフランス本国への渡航を禁じた。フランス本国へ逃れることが出来た者はアルキに同情的な将兵の手引きによるものだったと言われている。
アルキ以外の引揚者に対しては1962年の受入れ措置や再定着支援に始まり、数度にわたって海外で喪失した資産に対する補償が行われてきたが、アルキはフランス軍の駐屯地や過疎地のプレハブ住宅団地にあたかもフランスの敗北を隠すかのようにして隔離・集住させフランス社会への適応のための支援を怠り続けたことにより、不適応は第1世代だけでなく第2・第3世代にまで及ぶようになった。フランス社会へ統合されないことへの抗議は第2世代によって1970年代から行われるようになった。アルキの要求は以下のようにまとめることができる。
1. アルキのフランスへの貢献を政府が認知すること
2. アルキを見捨て、見殺しにしたことへの謝罪と真相の解明
3. フランスへ逃れてきてからもフランス社会への統合を怠ったことへの謝罪
4. これらの上にたって補償を行うこと

1974年の兵士資格法によってアルキに兵士としての資格が認められ、次いで1987年の引揚者法で6万フランの一括手当てという形で補償が初めて支給された。また、1994年の法では追加の手当や援助の支給を認めただけでなく、アルキの犠牲に対する国家の感謝が初めて表明された。
2001年にようやく当時のシラク大統領が、「フランスはこれまで彼らにふさわしい地位を与えてこなかった」と遺憾の念を表明しアルキ顕彰式典を開いた。この式典は後に継続的に開かれることになり、2003年には9月25日を「アルキ及びその他の補充部隊員を讃える国民の日」とするデクレが正式に決定された。こうした転換の背景には、アルジェリア独立がいわば厄介払いとして国民投票で承認され、その後も政府が一貫して忘却政策を一貫してきたことからの転換がある。1999年以降の一連の法や顕彰事業、記念日の制定を通じての過程でかつては忘れ去られようとしていた植民地の歴史は引揚者や兵士の貢献と犠牲に感謝するだけでなくアルジェリア戦争を肯定する考え方が生じ、そのひとつの帰結として2005年引揚者法(フランス語版）がある。この法律においてアルキの境遇に対する国家の責任の言及が期待されていたが、国民議会はアルキの名誉回復と精神的補償は解決済みとの立場をとり、物的補償に関してほぼアルキを対象としているにもかかわらず、アルキを一般引揚者に包摂し、引揚者一般に対する感謝という論理を採るものであった。
2021年9月、フランス大統領のエマニュエルマクロンは、アルキに「許しを求め」、「認識と賠償」の法則を発表した。